# Dievs, svētī Latviju
Het Dievs, svētī Latviju (God, zegen Letland) is het Letse volkslied. Tekst en muziek zijn rond 1870 geschreven door Kārlis Baumanis (1834-1904). Hij was de eerste Letse componist die het aandurfde om het woord Latvija (Letland) te gebruiken. In het tsaristische Rusland was echter elk streven naar een nationale identiteit verboden, zodat het woord Latvija vervangen moest worden door Baltija (Balticum).
Het lied werd voor het eerst tijdens een nationale zangwedstrijd in Riga in juni 1873 gezongen. Bij de proclamatie van de Letse Republiek op 18 november 1918 werd Dievs, sveti Latviju het Lets volkslied.
Tussen 1940 en 1990, gedurende de periode dat Letland deel uitmaakte van de USSR, werd een lied op tekst van Fricis Rokpelnis en Julijs Vanags met muziek van Anatols Liepinš gebruikt.

## Tekst en vertaling
| Eerste couplet Dievs, svētī Latviju, Mūs' dārgo tēviju, Svētī jel Latviju, Ak, svētī jel to! Tweede couplet Kur latvju meitas zied, Kur latvju dēli dzied, Laid mums tur laimē diet, Mūs' Latvijā! | Eerste couplet God, zegen Letland, Ons dierbaar vaderland, Zegen Letland, Ach, zegen het toch! Tweede couplet Waar Letlands dochters tot bloei komen, Waar Letlands zonen zingen, Laat ons daar in geluk dansen, In ons Letland. |